# Bundey River
Der Bundey River ist ein Fluss im Zentrum des australischen Territoriums Northern Territory.

## Geografie

### Flusslauf
Der Fluss entspringt an den Westhängen des Mount Swan im Norden der Harts Range im Zentrum des Northern Territory. Er fließt von dort nach Norden und dann nach Nordosten, wo er zwischen den Siedlungen Ammaroo und Ooratippra in den Sandover River mündet.

### Nebenflüsse mit Mündungshöhen
- Snake Hole Creek – 538 m
- Mapata Creek – 523 m
- Dingo Creek – 507 m
- Fox Creek – 489 m
- Little Bundey Creek – 483 m
- Frazer Creek – 438 m
- Alkara Creek – 431 m[1]

### Durchflossene Seen
Der Bundey River durchfließt ein Wasserloch, das meist auch dann mit Wasser gefüllt ist, wenn der Fluss selbst trocken liegt:
- Arlpa Waterhole – 497 m